# آدم‌گیری (فیلم ۲۰۱۷)
آدم‌گیری (به انگلیسی: Manhunt) یک فیلم اکشن، دلهره‌آور و پلیسی محصول مشترک چین-هنگ کنگ به کارگردانی جان وو با بازی ژانگ هانیو و ماساهارو فوکویاما که در سال ۲۰۱۷ اکران سینمایی شد.

## داستان
هنگامی که متهم به جرم‌هایی که مرتکب نشده‌است، می‌شود، یک دادستان راهی یک مأموریت دشوار برای پاک کردن نام خود از این اتهام می‌شود و…

## بازیگران
- ژانگ هانیو
- ماساهارو فوکویاما
- ها جی‌وون
- آندو وو
- جون کونیمورا
- چی وای
- هیرویوکی ایکئوچی
- تائو اوکاموتو
- نائوتو تاکناکا
- تاکومی سایتو

## فروش
این فیلم در مجموع ۱۸٫۳ میلیون دلار، در برابر بودجه تولیدی ۵۰ میلیون دلار درآمد داشت و تبدیل به بمب گیشه شد.